# Яхинсон, Михаил Борисович
Михаил Борисович (Михл Беркович) Яхинсон (6 февраля 1894, Кишинёв, Бессарабская губерния — 1942, Транснистрия) — еврейский журналист и редактор.

## Биография
Родился в 1894 году в Кишинёве в семье Бера Гирш-Шимоновича Яхинсона, уроженца Шклова, и Шейндл Яхинсон. У него были братья Израиль (1891), Давид (1896) и Ноях (1901), сёстры Ливша (1899) и Рухл (1904), родившиеся там же. Дебютировал как журналист в 1911 году в русскоязычных изданиях юга России (в Одессе, Бельцах и Каменец-Подольске). Работал корреспондентом в одесских газетах и журналах на идише «Гут моргн» (доброе утро), «Унзер лэбн» (наша жизнь) и «Шолем-алейхем» (мир вам). С марта 1917 года был редактором одесского еженедельника «Еврейская мысль» на русском языке.
В 1918 году переехал в Киев, сотрудничал в газете «Дер телеграф» (на идише), возглавлял центральное сионистское избирательное бюро. В 1920 году уехал в Варшаву, затем некоторое время жил в Вене и Берлине, после чего возвратился в Кишинёв, где оставался до начала Великой Отечественной войны. Публиковался на иврите в «Гацефире», на идише в «Ди идише пост» и «Унзер цайт» (наше время, Кишинёв), на польском языке в «Tygodnik Żydowski», и в других периодических изданиях, в том числе в ряде русских эмигрантских газет. В русскоязычных публикациях помимо собственного имени пользовался псевдонимами «Михл Йо» и «Бен-Яхим».
Во время оккупации Бессарабии в июле 1941 года был заключён в Кишинёвское гетто, откуда переправлен в один из концентрационных лагерей Транснистрии, где погиб.

## Семья
- Брат — публицист и редактор Израиль Борисович Яхинсон.
- Племянник — электротехник Борис Израилевич Яхинсон.